# Hypolycaena numa
Hypolycaena numa är en fjärilsart som beskrevs av Hans Fruhstorfer 1912. Hypolycaena numa ingår i släktet Hypolycaena och familjen juvelvingar. Inga underarter finns listade i Catalogue of Life.